# 礒村春
礒村 春（いそむら はる、1908年（明治41年）4月11日 - 1990年（平成2年）8月11日）は、日本の服飾デザイン教育者。大丸ドレスメーカー女学院（のちのディーズファッション専門学校）院長、京都文教短期大学教授などを務めた。

## 来歴・人物
山口県下松市生まれ。1935年にドレスメーカー女学院師範科を卒業後、同校の教員となる。1949年6月に大丸は礒村を院長に迎え、その洋裁教育を伝搬すべく、大丸ドレスメーカー女学院（のちのディーズファッション専門学校。2020年閉校）を京都店6階の一角に開校した。
礒村は、上田安子服飾学院（現・上田安子服飾専門学校）を創設した上田安子、神戸ドレスメーカー女学院（現・神戸ファッション専門学校）を創設した福冨芳美とともに、洋裁学校で洋裁教育に従事する傍ら大丸の顧問デザイナーとしてディオール、ジバンシィ、バレンシアガの作品の買付を行った。大丸は各店舗で顧客からの注文を受け、礒村（京都）、上田（大阪）、福冨（神戸）が運営する学校でオーダーメイド製作し販売した。特に礒村は、大丸自身が京都店6階に開校し経営に関わった洋裁学校の校長であったことから、大丸との関わりが最も強かった。

## 略歴
- 1908年（明治41年）山口県で生まれる。
- 1935年（昭和10年） ドレスメーカー女学院で14年間にわたり教員として活躍。
- 1947年（昭和22年） 日本女子大学で2年間非常勤講師を務める。
- 1949年（昭和24年）大丸が京都店6階に開校した大丸ドレスメーカー女学院に学院長として就任。
- 1950年（昭和25年） 大丸ドレスメーカー女学院がディーズファッション専門学校所在地に移転。
- 1951年（昭和26年） 京都で初のステージを使用したファッションショーを開催。
- 1952年（昭和27年） 京都女子大学非常勤講師に着任。
- 1953年（昭和28年） 大丸がクリスチャン・ディオールと独占契約を結ぶ。海外デザイナーとの提携は日本初であった。
- 1955年（昭和30年） 京都服飾デザイナー協会 特別会員となる。
- 1958年（昭和33年） 学校法人大丸ドレメ学園 大丸ドレスメーカー女学院と改称し、同時に同校理事兼学院長に就任する。
- 1962年（昭和37年） 京都府各種学校連合会15周年で京都府知事表彰を受賞する。
- 1964年（昭和39年） 大丸がジバンシィと独占契約を結ぶ。
- 1964年（昭和39年） ドレメ協会京都支部長に就任する。
- 1966年（昭和41年） 京都府各種学校連合会20周年で京都府知事表彰を受賞する。
- 1968年（昭和43年） 京都文教短期大学教授に就任する。
- 1970年（昭和45年） 私立学校法制度20周年で京都府知事表彰を受賞する。
- 1970年（昭和45年） ニューヨーク・ファッション工科大学で立体裁断を学び既製服の技術教育を導入[3]。
- 1978年（昭和53年） 財団法人日本洋裁検定技術検定協会 評議員兼京都支部長に就任する。
- 1979年（昭和54年） 京都デザイン協会 名誉会員となる。
- 1979年（昭和54年） 京都府専修学校各種学校協会功労者として、同会会長賞を受賞する。
- 1980年（昭和55年） 学校法の改正により専門学校に昇格し、大丸ドレスメーカー専門学校と改称。同時に同校理事兼学校長に就任する。
- 1981年（昭和56年） 長年の服飾教育とデザイナー活動への貢献により勲五等瑞宝章を叙勲。
- 1985年（昭和60年） 学校法人大丸ドレメ学園 大丸ドレスメーカー専門学校 理事兼学校長を退任する。
- 1990年（平成02年） 永眠。